# 滕悼公
滕悼公，即姬寧，為春秋諸侯國滕国君主之一，是滕國第22任君主。在位25年。
| 前任： 滕成公 | 春秋滕国君主 前538年─前513年 | 繼任： 滕頃公 |